# Leo Cushley
Leo William Cushley (Airdrie, 18 giugno 1961) è un arcivescovo cattolico scozzese, dal 24 luglio 2013 arcivescovo metropolita di Saint Andrews ed Edimburgo.

## Biografia
Leo William Cushley è nato nel Wester Moffat Hospital di Airdrie, nel North Lanarkshire, il 18 giugno 1961 ed è il primo figlio di Bill e Eileen Cushley. Ha un fratello minore, Kenneth, e una sorella minore, Carey.

### Formazione e ministero sacerdotale
Ha frequentato la All Saints' Primary School a Coatdyke dal 1966 al 1967 prima di completare la sua istruzione primaria presso la St John the Baptist's Primary School di Uddingston tra il 1967 e il 1973. Ha quindi frequentato la Holy Cross High School di Hamilton dal 1973 al 1975 e il seminario minore del St. Mary's College ad Aberdeen dal 1975 al 1979.
Ha cominciato gli studi per il sacerdozio al St. Mary's College di Aberdeen. Dal 1979 al 1987 ha proseguito gli studi a Roma risiedendo nel Pontificio collegio scozzese. Dal 1980 al 1985 ha studiato filosofia e teologia presso la Pontificia Università Gregoriana conseguendo il baccellierato in entrambe le materie.
Il 7 luglio 1985 è stato ordinato presbitero per la diocesi di Motherwell nella chiesa di San Giovanni Battista di Uddingston dal vescovo Joseph Devine. Nel 1987 ha conseguito la licenza in sacra liturgia presso il Pontificio ateneo Sant'Anselmo. Nello stesso anno è tornato in diocesi per assumere l'incarico di vicario parrocchiale presso la cattedrale di Nostra Signora del Buon Soccorso a Motherwell e di cappellano della Our Lady's High School. L'anno successivo è stato nominato vicario parrocchiale nella parrocchia di St. Serf's ad Airdrie e cappellano della St. Margaret's High School di Airdrie. Nel 1992 è stato inviato, sempre come vicario parrocchiale, nella parrocchia di St. Aidan a Wishaw e cappellano alla St Aidan's High School di Wishaw e all'Our Lady's High School.
Nel 1994 è stato invitato alla Pontificia accademia ecclesiastica dove ha studiato diplomazia. Contemporaneamente ha studiato per il dottorato in diritto canonico alla Pontificia Università Gregoriana. Ha conseguito il titolo nel 1997. Il 1º luglio di quell'anno è entrato nel servizio diplomatico della Santa Sede. Ha prestato servizio nelle rappresentanze in Egitto, Burundi, Portogallo, New York (Nazioni Unite) e Sudafrica.
Dal 2009 al 2013 è stato capo della sezione inglese della Segreteria di Stato della Santa Sede. In questo ruolo ha accompagnato il papa durante tutte le sue visite nei paesi di lingua inglese. Ha infatti accompagnato papa Benedetto XVI a Malta, Cipro e nel Regno Unito nel 2010. Nel 2012 ha assunto l'ulteriore ruolo di "prelato d'anticamera", con funzioni che comprendevano anche l'assistenza al papa quando riceveva in visita dignitari prominenti come i capi di Stato. Al momento della nomina episcopale prestava servizio come consigliere di nunziatura presso la sezione per gli affari generali della Segreteria di Stato.

### Ministero episcopale
Il 24 luglio 2013 papa Francesco lo ha nominato arcivescovo metropolita di Saint Andrews ed Edimburgo e primate di Scozia. Alla nomina, monsignor Cushley ha dichiarato: "Qualunque cosa accada però, è mia sincera speranza e mia intenzione di fare tutto quello che devo fare, sempre in verità, ma anche con la carità, in vista della riconciliazione e della cura dei cattolici di Edimburgo, che sono sicuro siano stati sconvolti e sgomenti da questi eventi. L'arcidiocesi pochi mesi prima era stata colpita da uno scandalo quando è emerso che il suo arcivescovo, il cardinale Keith Michael Patrick O'Brien, è stato accusato di "comportamenti sessualmente inappropriati" da tre sacerdoti e da un ex sacerdote.
Ha ricevuto l'ordinazione episcopale il 21 settembre successivo nella cattedrale di Nostra Signora dell'Assunzione dal cardinale James Michael Harvey, arciprete della basilica di San Paolo fuori le mura, coconsacranti l'arcivescovo Antonio Mennini, nunzio apostolico in Gran Bretagna, e l'arcivescovo metropolita di Glasgow Philip Tartaglia. Durante la stessa celebrazione ha preso possesso dell'arcidiocesi.
Sotto la guida della Congregazione per la dottrina della fede monsignor Cushley ha vietato alla teologa Tina Beattie di insegnare a un gruppo laico cattolico, la Società Newman, affermando che Beattie "era nota per l'aver spesso messo in discussione l'insegnamento della Chiesa".
Nella Quaresima del 2015 ha descritto la sua visione per il futuro dell'arcidiocesi in una lettera pastorale intitolata "Abbiamo trovato il Messia". Il documento indicava l'obiettivo di "rispondere alla missione affidata a lui da papa Francesco: portare la gioia del Vangelo nella società contemporanea". Dopo la pubblicazione della lettera ha intrapreso trentadue incontri pubblici in tutta l'arcidiocesi per discutere della sua visione che include la possibilità di creare grandi unità parrocchiali tramite fusioni o chiusure. Il processo di revisione è probabile che continui fino al 2017.
L'arcivescovo Cushley ha pianificato di riavviare un ufficio dormitorio che si occupa di persone povere ed emarginate. Ha anche osservato che papa Francesco vuole fare di più per i poveri. Ha dichiarato di voler scoprire velocemente ciò che l'arcidiocesi fa per i poveri, i disoccupati, i tossicodipendenti e altri che vengono tradizionalmente aiutati e vedere se erano possibili dei miglioramenti.
Malgrado ciò, nel febbraio 2015, è stato attaccato da un articolo pubblicato sul settimanale The Observer in cui si rilevava che la Chiesa cattolica in Scozia non si era associata corporativamente ad una nuova unione creditizia fondata da altre confessioni cristiane scozzesi. Ha anche invitato l'arcivescovo Cushley a vendere la sua residenza ufficiale, San Benet, per fornire fondi per i poveri.
Nell'ottobre del 2022 è succeduto a monsignor Mario Joseph Conti nell'ufficio di gran priore per la Scozia dell'Ordine equestre del Santo Sepolcro di Gerusalemme.
In seno alla Conferenza episcopale di Scozia è responsabile del comitato per l'ecumenismo, dell'ufficio parlamentare cattolico, di Missio Scotland (che fa parte della rete delle Pontificie Opere Missionarie), del servizio per i giovani cattolici e del tribunale interdiocesano cattolico scozzese.

## Genealogia episcopale e successione apostolica
La genealogia episcopale è:
- Cardinale Scipione Rebiba
- Cardinale Giulio Antonio Santori
- Cardinale Girolamo Bernerio, O.P.
- Arcivescovo Galeazzo Sanvitale
- Cardinale Ludovico Ludovisi
- Cardinale Luigi Caetani
- Cardinale Ulderico Carpegna
- Cardinale Paluzzo Paluzzi Altieri degli Albertoni
- Papa Benedetto XIII
- Papa Benedetto XIV
- Papa Clemente XIII
- Cardinale Enrico Benedetto Stuart
- Papa Leone XII
- Cardinale Chiarissimo Falconieri Mellini
- Cardinale Camillo Di Pietro
- Cardinale Mieczysław Halka Ledóchowski
- Cardinale Jan Maurycy Paweł Puzyna de Kosielsko
- Arcivescovo Józef Bilczewski
- Arcivescovo Bolesław Twardowski
- Arcivescovo Eugeniusz Baziak
- Papa Giovanni Paolo II
- Cardinale James Michael Harvey
- Arcivescovo Leo William Cushley

La successione apostolica è:
- Arcivescovo William Nolan (2015)
- Vescovo Brian Thomas McGee (2016)
- Vescovo Francis McAnally Dougan (2024)
- Vescovo Andrew McKenzie (2024)